# Węgierska Formuła 2000 Sezon 1995
Węgierska Formuła 2000 Sezon 1995 – czwarty sezon Węgierskiej Formuły 2000.

## Kalendarz wyścigów
| Runda | Data        | Tor         | Pole position | Najszybsze okrążenie | Zwycięzca (kierowcy) | Zwycięzca (zespoły) |
| ----- | ----------- | ----------- | ------------- | -------------------- | -------------------- | ------------------- |
| 1     | 7 maja      | Hungaroring | ?             | ?                    | Mátyás Szigetvári    | Gáspár Racing Team  |
| 2     | 3 czerwca   | Hungaroring | ?             | ?                    | Mátyás Szigetvári    | Gáspár Racing Team  |
| 3     | 4 czerwca   | Hungaroring | ?             | ?                    | György Volentér      | VOLÁN Autós         |
| 4     | 24 czerwca  | Pecz        | ?             | ?                    | Mátyás Szigetvári    | Gáspár Racing Team  |
| 5     | 25 czerwca  | Pecz        | ?             | ?                    | László Kálmándy Pap  | VOLÁN Autós         |
| 6     | 30 lipca    | Parádsasvár | ?             | ?                    | Mátyás Szigetvári    | Gáspár Racing Team  |
| 7     | 30 lipca    | Parádsasvár | ?             | ?                    | László Kálmándy Pap  | VOLÁN Autós         |
| 8     | 17 września | Hungaroring | ?             | ?                    | Ferenc Rátkai        | Cinkota SE          |

## Klasyfikacja kierowców
| Legenda oznaczeń w tabelach wyników Wyświetl szablon na nowej stronie | Legenda oznaczeń w tabelach wyników Wyświetl szablon na nowej stronie                                                                     |
| Oznaczenie                                                            | Wyjaśnienie |
| --------------------------------------------------------------------- | --- |
| Złoty                                                                 | Zwycięzca lub mistrzostwo |
| Srebrny                                                               | 2. miejsce lub wicemistrzostwo |
| Brązowy                                                               | 3. miejsce lub II wicemistrzostwo |
| Zielony                                                               | Ukończył, punktował (w klasyfikacji generalnej, gdy zdobył co najmniej jeden punkt na przestrzeni sezonu, poza trzema powyższymi opcjami) |
| Niebieski                                                             | Ukończył, nie punktował (w klasyfikacji generalnej, gdy nie zdobył co najmniej jednego punktu na przestrzeni sezonu)                      |
| Czerwony                                                              | Nie zakwalifikował się (NZ) |
| Czerwony                                                              | Nie prekwalifikował się (NPK) |
| Różowy                                                                | Nie ukończył (NU) |
| Różowy                                                                | Niesklasyfikowany (NS) (w klasyfikacji generalnej, gdy nie został sklasyfikowany w żadnym wyścigu sezonu)                                 |
| Czarny                                                                | Zdyskwalifikowany (DK) |
| Czarny                                                                | Wykluczony (WYK/EX) |
| Biały                                                                 | Nie wystartował (NW) |
| Biały                                                                 | Kontuzjowany (K/INJ) |
| Biały                                                                 | Wyścig odwołany (OD/C) |
| Bez koloru                                                            | Został wycofany (WYC/WD) |
| Bez koloru                                                            | Nie przybył (NP/DNA) |
| Bez koloru                                                            | Nie brał udziału w treningach (NT/DNP) |
| Bez koloru                                                            | Nie został zgłoszony (–) |
| Pogrubienie                                                           | Start z pole position |
| Kursywa                                                               | Najszybsze okrążenie wyścigu |
| †                                                                     | Nie ukończył, ale jego rezultat został zaliczony ze względu na przejechanie więcej niż 90% dystansu wyścigu.                              |
| *                                                                     | Sezon w trakcie |
| 1/2/3                                                                 | Punktowana pozycja w sprincie kwalifikacyjnym                                                                                             |
| Lista systemów punktacji Formuły 1                                    | |

| Poz.         | Kierowca            | Zespół             | HUN          | HUN          | HUN          | PCS          | PCS          | PAR          | PAR          | HUN          | Punkty       |
| Formuła 2000 | Formuła 2000        | Formuła 2000       | Formuła 2000 | Formuła 2000 | Formuła 2000 | Formuła 2000 | Formuła 2000 | Formuła 2000 | Formuła 2000 | Formuła 2000 | Formuła 2000 |
| ------------ | ------------------- | ------------------ | ------------ | ------------ | ------------ | ------------ | ------------ | ------------ | ------------ | ------------ | ------------ |
| 1            | Mátyás Szigetvári   | Gáspár Racing Team | 1            | 1            | NU           | 1            | 2            | 1            | 2            | 2            | 54           |
| 2            | László Kálmándy Pap | VOLÁN Autós        | -            | -            | -            | 2            | 1            | NU           | 2            | 3            | 28           |
| 3            | Ferenc Rátkai       | Cinkota SE         | -            | 2            | NU           | -            | -            | -            | -            | 1            | 15           |
| 4            | László Szász        | Szász Motorsport   | -            | -            | -            | 3            | 3            | -            | -            | -            | 8            |
| 5            | Attila Barta        | BOVI Motorsport    | NU           | 3            | NU           | -            | -            | NU           | -            | -            | 4            |
| 6            | Kálmán Bódis        | BOVI Motorsport    | -            | -            | -            | -            | 4            | -            | -            | -            | 3            |
| Formuła 1600 |                     |                    |              |              |              |              |              |              |              |              |              |
| 1            | György Volentér     | VOLÁN Autós        | 1            | 2            | 1            | 2            | 1            | NU           | 1            | -            | 23           |
| 2            | József Tornai       | Stoll SE           | -            | -            | -            | 1            | 3            | 1            | -            | 2            | 11           |
| 3            | László Kálmándy Pap | VOLÁN Autós        | 1            | 1            | NU           | -            | -            | -            | -            | -            | 9            |
| 4            | Csaba Kun           | Adorján Motorsport | -            | -            | -            | 3            | 2            | 3            | 2            | -            | 8            |
| 5            | István Simon        | Adorján Motorsport | -            | -            | -            | -            | -            | 2            | NU           | 1            | 7            |
| 6            | Sándor Medve        | Falcon RSC         | -            | -            | -            | -            | -            | 4            | NU           | -            | 2            |